# アン・カーソン
アン・カーソン（Anne Carson, 1950年6月21日 - ）は、カナダの詩人、古典学者、エッセイスト、翻訳家。トロント出身。

## 経歴
トロント大学で古典文学を学び、1974年に学士号、1975年に修士号を取得した。スコットランドのセント・アンドルーズ大学に留学し、K. J. ドーヴァーの下で音韻学を学んだのち、1981年にトロント大学で文学博士号を取得。創作の傍ら、1980年から1987年までマギル大学、ミシガン大学、プリンストン大学で教鞭を執った。プリンストン大学在籍時には、短い講演のように特定の主題について散文で述べる「ショート・トーク（Short Talk）」という詩的形式を考案し、それ以降のカーソン作品を特徴づける形式になった。
1998年に発表した『赤の自伝』（原題はAutobiography of Red）は、詩集としては驚くほどの売れ行きを示し、さらには全米批評家協会賞にノミネートされた。2000年、アン・カーソンは「天才賞」と呼ばれるマッカーサー・フェローに選ばれ、2001年には、The Beauty of the Husband により女性として初めてT・S・エリオット賞を受賞した。イギリスの有名ブックメーカーNicer Oddsのノーベル文学賞受賞予想ランキングでは、2019年に上位に名前が挙っている。2024年に発表したWrong Norma は、2024年度の全米図書賞の候補になっただけでなく、全米批評家協会賞を受賞した。
翻訳家としてはサッフォーの詩や、ギリシア悲劇を手掛けている。また、『ザ・ニューヨーカー』などに短篇小説を発表している。

## 日本語訳作品
- 『赤の自伝』（小磯洋光訳、書肆侃侃房） 2022  ISBN 978-4-86385-539-7

## 主な受賞歴
- グリフィン詩賞 2001年、2014年
- T・S・エリオット賞 2001年
- アストゥリアス皇太子賞文学部門 2020年
- カナダ総督賞英語詩部門 2020年
- PEN/ナボコフ賞 2021年
- 全米批評家協会賞 2024年度
- ズビグニェフ・ヘルベルト国際文学賞 2025年